# Battaglia di Saint-Fulgent
La battaglia di Saint-Fulgent è stata una battaglia della prima guerra di Vandea combattuta il 22 settembre 1793 a Saint-Fulgent.

## La battaglia
Dopo la vittoria di Montaigu, Louis Marie de Lescure e François Charette dovevano, secondo il loro piano, raggiungere Charles de Bonchamps e Maurice d'Elbée alle prese con l'esercito di Magonza.
Tuttavia la sera della sua vittoria Charette apprese che, su ordine di Canclaux, il generale repubblicano Jean Quirin de Mieszkowski, partì da Les Sables-d'Olonne per prendere Saint-Fulgent. Nonostante i suoi ufficiali gli sconsigliarono di attaccare Mieszkowski, Charette decise di scontrarli con lui invece di riunirsi con d'Elbée e Bonchamps, inoltre anche Lescure era d'accordo con lui.
I vandeani attaccarono Saint-Fulgent la sera del 22 settembre, approfittando dell'oscurità e della netta superiorità numerica misero in fuga i repubblicani, che ripiegarono su Chantonnay. Le truppe di Mieszkowski nella fuga dovettero ancora scontrarsi con i vandeani di Charles de Royrand, che però era arrivato troppo tardi per bloccargli la fuga.
Con questa vittoria Charette e Lescure hanno potuto liberarsi delle forze repubblicane a sud della Vandea ma al nord lasciavano d'Elbée e Bonchamps in una posizione troppo avanzata e isolata.